# 容斋随笔
《容斋随笔》是南宋洪迈的笔记，和北宋沈括《梦溪笔谈》齐名，《梦溪笔谈》以科学技术见长，《容斋随笔》则长于史料和考据，被公认为研究宋代历史必读之书。淳熙十四年八月，此書受到宋孝宗親自讚賞。
容齋之意是指“室僅容膝的書齋”。《容斋随笔》卷首开宗明义：“余老去习懒，读书不多，意之所之，随即纪录，因其先后，无复全次，故目之曰随笔。”

## 内容
《容斋随笔》包括：随笔、续笔、三笔、四笔、五笔：
- 《容斋随笔》  卷一至卷十六，每卷自15则至29则，共329则；成于南宋淳熙七年（1180年）
- 《容斋续笔》  卷一至卷十六，每卷自12则至18则，共249则；成于南宋绍熙二年（1193年）
- 《容斋三笔》  卷一至卷十六，每卷自5则至20则，共248则；成于南宋慶元二年（1196年）
- 《容斋四笔》  卷一至卷十六，每卷自12则至24则，共259则；成于南宋庆元三年（1197年）
- 《容斋五笔》  卷一至卷十，每卷自9则至19则，共135则；未完成。

《容斋随笔》至《容斋五笔》共5笔，74卷，共1220则，每则有标题，不分类。《容斋随笔》内容丰富包罗万象，大致包括下列几个方面：
- 历史事件、历史人物评论：例如《战国自取灭亡》、《周汉存国》、《曹操杀杨修》、《曹操用人》
- 史料纪录：例如《汉唐封禅》、《汉二帝治盗》、《汉唐置邮》、《买马牧马》、《宫室土木》
- 史料、典章、物产考察：例如《三省长官》、《汉官名》
- 专著评介：《糖霜谱》、《赵德甫金石录》、《册府元龟》、《鬼谷子书》、《战国策》
- 文字：例如《杜诗用字》、《诗词改字》、《司字作入声》、《公羊用叠语》、《文字结尾》、《国初古文》
- 动植物：例如《唐重牡丹》、《挲罗树》、《飞禽畜菜茄色不同》、《兔葵燕麦》、《苦藚菜》。隨筆中更舉出救荒植物，如〈蕨萁養人〉記載乾道辛卯年（1171）、紹熙癸丑年（1193），兩度荒旱，附近居民以野生蕨萁維生。
- 医药：例如《伏龙肝》、《雷公炮灸论》
- 诗词纪录：前三卷談及白居易詩歌最多。例如卷二凡五條：〈唐重牡丹〉、〈長歌之哀〉、〈韋蘇州〉、〈古行宮詩〉、〈隔是〉。其他有《连昌宫词》、《青龙寺诗》、《丹青引》、《李长吉诗》、《东坡罗浮诗》、《老杜寒山诗》
- 佛经：例如《金刚经四句偈语》、《多心经偈》、《七极微尘》、《八种经典》
- 天文、历算、星相：例如《月双闰双》、《占测天星》、《天文七政》
- 兵法、军制：例如《三衙军制》、《露布》、《兵家贵于预备》、《将帅当专》
- 风俗：例如《饶州风俗》、《天庆著节》、《河伯娶妇》、《双生子》、《岁旦饮酒》、《姑舅为婚》
- 文物：《寿亭侯印》、《紫极观松》、《古錞于》
- 地理：《舆地道里误》

## 評價
婁堅評價此書：“考據精確，議論高簡，讀書作文之法盡是矣”。《四庫全書總目》云：“南宋說部終當以此為首”。羅振常以王懋《野客叢書》和此書並稱。洪邁晚年撰〈容齋四筆〉，同時又編撰《夷堅志》。〈容齋四筆〉不至一年即成書，主要得力其子洪櫰，但失之草率。

## 版本
- 宋元刻本八种，最早宋孝宗淳熙年间刻本，最晚元成宗大德九年（1305年）刻本。[3]
- 明刻本、钞本八种。
- 清刻本三种。[4]

## 书目
- 《容斋随笔》 唐宋史料笔记 中华书局 2005 ISBN 7101040217

## 外部連結
- 《容斋随笔》简体 有注解（页面存档备份，存于）